# Louvières-en-Auge
Louvières-en-Auge – miejscowość i gmina we Francji, w regionie Normandia, w departamencie Orne.
Według danych na rok 1990 gminę zamieszkiwało 90 osób, a gęstość zaludnienia wynosiła 14 osób/km² (wśród 1815 gmin Dolnej Normandii Louvières-en-Auge plasuje się na 796. miejscu pod względem liczby ludności, natomiast pod względem powierzchni na miejscu 767.).